# Simeulue (kabupaten)
Simeulue (indonez. Kabupaten Simeulue) – kabupaten w indonezyjskim okręgu specjalnym Aceh. Jego ośrodkiem administracyjnym jest Sinabang.
Simeulue leży w południowej części okręgu, na wyspie Simeulue oraz mniejszych wyspach w jej okolicy, w tym: Pulau Babi, Pulau Batu Belahir, Pulau Ina, Pulau Lasia, Pulau Lekon, Pulau Linggam, Pulau Mincau, Pulau Naruh, Pulau Panjang, Pulau Sevelak, Pulau Simuat, Pulau Simeulue Cut, Pulau Tapah i Pulau Tepi.
W 2010 roku kabupaten ten zamieszkiwało 80 674 osób, z czego 14 962 stanowiły ludność miejską, a 65 712 ludność wiejską. Mężczyzn było 41 469, a kobiet 39 205. Średni wiek wynosił 23,95 lat.
Kabupaten ten dzieli się na 10 kecamatanów:
- Alafan
- Salang
- Simeulue Barat
- Simeulue Cut
- Simeulue Tengah
- Simeulue Timur
- Teluk Dalam
- Teupah Barat
- Teupah Selatan
- Teupah Tengah